# Marvin Kaplan
Marvin Wilbur Kaplan (Brooklyn, 24 febbraio 1927 – Burbank, 25 agosto 2016) è stato un attore e sceneggiatore statunitense.

## Filmografia parziale

### Attore

#### Cinema
- Testa rossa (The Reformer and the Redhead), regia di Norman Panama e Melvin Frank (1950)
- Francis, il mulo parlante (Francis), regia di Arthur Lubin (1950)
- La conquistatrice (I Can Get It for You Wholesale), regia di Michael Gordon (1951)
- Avvocati criminali (Criminal Lawyer), regia di Seymour Friedman (1951)
- Il cane della sposa (Behave Yourself!), regia di George Beck (1951)
- Svegliami quando è finito (Wake Me When It's Over), regia di Mervyn LeRoy (1960)
- Le folli notti del dottor Jerryll (The Nutty Professor), regia di Jerry Lewis (1963)
- Il mio amore con Samantha (A New Kind of Love), regia di Melville Shavelson (1963)
- Questo pazzo, pazzo, pazzo, pazzo mondo (It's a Mad Mad Mad Mad World), regia di Stanley Kramer (1963)
- La grande corsa (The Great Race), regia di Blake Edwards (1965)
- La grande paura (The Severed Arm), regia di Tom Alderman (1973)
- Tutto accadde un venerdì (Freaky Friday), regia di Gary Nelson (1976)
- Follia di mezzanotte (Midnight Madness), regia di Michael Nankin e David Wechter (1980)
- Hollywood Vice Squad, regia di Hollywood Vice Squad (1986)
- Cuore selvaggio (Wild at Heart), regia di David Lynch (1990)
- Fuori di testa (Delirious), regia di Tom Mankiewicz (1991)
- Spiritika 2 - Il gioco del diavolo (Witchboard 2: The Devil's Doorway), regia di Kevin Tenney (1993)
- Dark and Stormy Night, regia di Larry Blamire (2009)
- Lookin' Up, regia di T.J. Castronovo (2016)

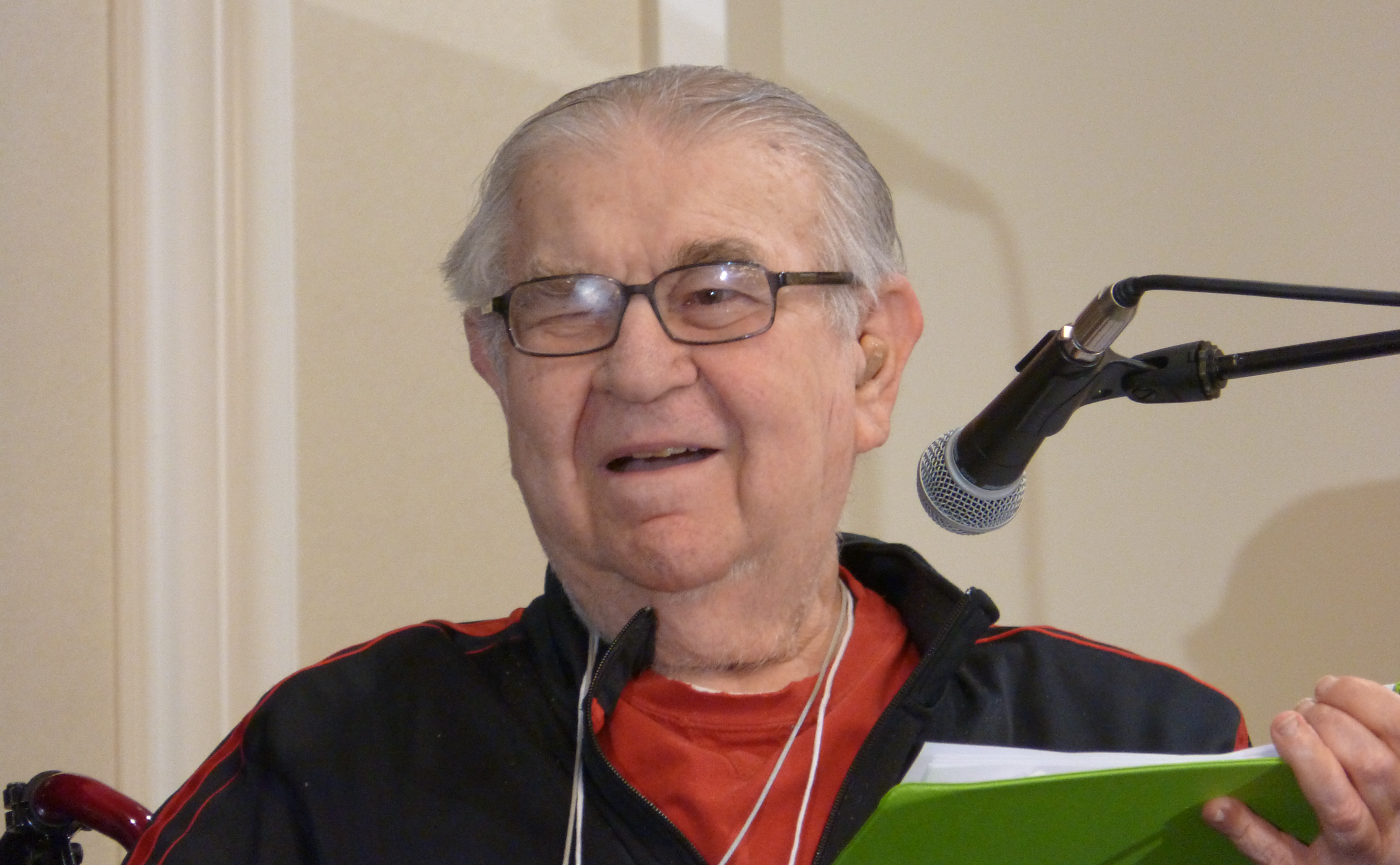
Kaplan nel 2013

#### Televisione
- Meet Millie – serie TV, 103 episodi (1952-1955)
- I detectives (The Detectives) – serie TV, episodio 3x08 (1961)
- Top Cat – serie animata, 30 episodi, voce (1961-1962)
- Vacation Playhouse – serie TV, episodio 2x02 (1964)
- Gli orsacchiotti di Chicago (The Chicago Teddy Bears) – serie TV, 13 episodi (1971)
- Heyyy, It's the King! – serie TV, 13 episodi, voce (1977)
- Alice – serie TV, 82 episodi (1978-1985)
- La rivincita dei nerds IV (Revenge of the Nerds IV: Nerds in Love) – film TV (1994)
- Becker – serie TV, 4 episodi (1998-2004)
- McBride - Scambio d'identità (McBride: The Chameleon Murder) – film TV (2005)

### Sceneggiatore
- Watch Out for Slick (2010)
- Lookin' Up (2016)

## Doppiatori italiani
Nelle versioni in italiano delle opere in cui ha recitato, Marvin Kaplan è stato doppiato da:
- Roberto Gicca in Francis, il mulo parlante
- Nino Scardina in Tutto accadde un venerdì
- Piero Tiberi in Charlie's Angels
- Lino Troisi in Alice
- Gianni Vagliani in Follia di mezzanotte
- Elio Pandolfi in Un catastrofico successo